# 劇場版 BanG Dream! Episode of Roselia
劇場版 BanG Dream! Episode of Roselia（げきじょうばん バンドリ！ エピソードオブロゼリア）は、日本のアニメ映画。2021年4月23日に前編『I.約束』が、6月25日に後編『II.Song I am.』が公開された。
本作は、ブシロードによるメディアミックスプロジェクト『BanG Dream!』に登場するバンド・Roseliaをメインにしており、ゲーム『バンドリ! ガールズバンドパーティ!』（以下：『ガルパ』）のバンドストーリーを映像化している。また、Poppin' Partyの戸山香澄など、他のバンドの関係者も登場する。ゲームでは声がなかった友希那の父にも声がついた。

## 登場人物
- 湊友希那：相羽あいな[2]
- 氷川紗夜：工藤晴香[2]
- 今井リサ：中島由貴[2]
- 宇田川あこ：櫻川めぐ[2]
- 白金燐子：志崎樺音[2]
- 戸山香澄：愛美
- 友希那の父：森川智之

## ストーリー

### 前編『I.約束』
本作は、ガルパに登場するRoseliaのふたつのバンドストーリーと、「ノーブル・ローズ」の物語をもとに構成されている。
幼少期からの親しい友人である友希那と今リサだったが、音楽に打ち込む友希那の姿勢によって、次第にふたりの間には距離が生じていった。友希那は、かつて音楽業界で挫折し、自らの音楽を創ることができずに迎合を余儀なくされ、やがて不名誉な形で業界を去った父を思い、その名誉を回復するべく音楽の道を歩んでいた。彼女は、紗夜、リサ、あこ、燐子をメンバーとして迎え入れ、Roseliaを結成する。五人は、名誉ある「Future World Fes」への出演を目指し、次第に強い絆と仲間意識を育んでいく。
しかし、「SWEET MUSIC SHOWER」での満足のいかない演奏をきっかけに、友希那はかつてのような厳しい態度を再びとるようになり、あこや燐子との間に対立が生じる。その後、Poppin’Partyのライブを観た友希那は、彼女たちの音楽に触れて心を動かされ、新たな決意を得る。一方、残された四人のメンバーもまた、Roseliaというバンドに対する自らの想いを確かめ合い、互いに誤解を解いて和解を果たす。
ライブの成功を経て、リサはRoseliaにおける自分の役割について思いを巡らせ、自身の気持ちを言葉にしようと作詞に挑戦する。だが、提出した初稿は友希那に受け入れられなかった。落胆する中で、リサは友希那とともに過ごした幼い日の記憶を思い返し、その想いを込めて新たな歌詞を書き上げる。友希那はその詞を読み取り、心を込めて歌い上げたうえで、「この曲を、次のライブでRoseliaとして披露する」と力強く宣言するのだった。

### 後編『II.Song I am.』
本作は、ガルパに登場するイベント「ノーブル・ローズ」シリーズの第2弾および第3弾の物語をもとに描かれている。
Roseliaは、「Future World Fes（FWF）」への出場権をかけた予選ライブに向けて準備を進める中で、燐子が新たな楽曲を書き上げる。それを知ったあこは、ぜひその曲を正式な作品として完成させようと熱心に勧める。イベントに対する情熱を抱く一方で、あこはFWFを終えた後のRoseliaの行く末について漠然とした不安も感じていた。
その思いをライブ前日に打ち明けると、他のメンバーたちは、FWFがあくまで目前の目標に過ぎず、未来が定まっていないからこそ、これから先にも追い求めるべき高みがあるのだと伝え、彼女を安心させた。
予選当日、Roseliaはリサと燐子がそれぞれ手がけた楽曲を披露し、見事勝利を収める。
本戦を目前に控え、友希那は新たな楽曲の作詞に取り組む。その曲は、かつて彼女の父が手がけた「LOUDER」との類似を指摘される。「LOUDER」は、元来彼女の父が作った楽曲でありながら、Roseliaの活動初期から大切に演奏され、今では彼女たちの代表曲のひとつとされている。友希那はその経緯をふまえ、「LOUDER」を“過去”の象徴と捉え、FWFでの演奏を最後とする意向を明言する。
迎えたFWF本番、Roseliaはまず「Neo-Aspect」を披露し、現在の自分たちを体現する曲として響かせる。続けて、未来への決意を込めた新曲「Song I am.」を演奏し、過去・現在・未来を音楽によって結び、Roseliaというバンドの存在意義をあらためて提示する。
ライブ終了後、友希那はこれまで見守り続けてくれた父に感謝の言葉を伝える。父もまた、娘の成長を認め、Roseliaの未来に期待を込めてあたたかな励ましの言葉を贈るのだった。

## 制作
企画の際、総監督を務める柿本広大のもとに『ガルパ』のRoseliaイベントストーリー「ノーブル・ローズ」シリーズを2本の劇場用アニメ化したいというオファーが寄せられた。
柿本はこのエピソードだけでは映画としてのボリュームが足りない可能性を考え、ブシロードやCraft Eggと話し合いながら内容の盛り込みが行われた。
ブシロードが映像の長さといった規格面を調整した一方、Craft Eggが作中に入れたいセリフのリストを作った。劇場用アニメ化に当たって特に内容を膨らませたのは、イベントストーリー序盤のエピソードである「ノーブル・ローズ-花々を連れて-」である。柿本はこの場面が、同作において重要であると位置づけており、「[前略]ふたりの出会いや音楽の原点も含めて映像化したいと企画の方向性が少しずつ変わっていきました。」とアニメ!アニメ!とのインタビューの中で話している。当初はバンドストーリー1章の割合を少なくし、バンドストーリー2章を中心とした物語にする予定だったが、各々が出会う前の個性が色濃く出る結成までの過程が重要であるという考えから、一人ひとりをしっかり描きたいという思いでシナリオを作った結果、予想以上のボリュームになったと柿本は振り返っている。

### 演出
本作はテレビシリーズおよび映画『BanG Dream! FILM LIVE』よりも前に起きた出来事を描いているため、キャラクターの表情の違いには特に注意が払われた。
たとえば友希那の場合、表情を柔らかくし過ぎないよう注意が払われ、特に序盤は緊張した雰囲気を保った一方、終盤では少し和らいだ表情が描かれた。
全体としては、繊細な感情の変化を描くために、派手な演技になりすぎぬよう注意が払われ、眉毛の角度に至るまでパーツ単位の細かな演技が加えられた。
身体全体のポーズを通じてキャラクターや感情を表現するPoppin'Partyとは方向性が異なることから、Roseliaの場合は顔だけでなく身体の一部などのアップなどを通じて感情の機敏が表現された。
回想の場面では派手になりすぎぬよう、色彩の調整が行われた。
『 I : 約束』のオープニング映像では、5人の声が一つになるイメージで作られ、聖歌隊をモチーフとした衣裳が採用された。また、「LOUDER」のモチーフである飛ぶ鳥とのつながりを意識し、映像には鳥かごのモチーフが取り入れられた。
」

### 演技
新型コロナウイルス感染症対策のため、あこ役の櫻川めぐは一人で、残りは二人ずつに分かれて収録が行われた。柿本は「Roseliaの5人はずっと活動をともにしてきたので、別録りでもアドリブなどの空気感がピッタリで驚きました。」とアニメ！アニメ！とのインタビューの中で振り返っている。
友希那を演じた相羽あいなは、同作の時間軸はテレビアニメよりも前であるため、周りに厳しいころの彼女を演じる必要があったとアニメ!アニメ!とのインタビューの中で話している。
また、もとになったゲームのシナリオを収録した時とは演じ方が異なるため、当時の収録を思い出しつつも、その時々の友希那が感じたことに自分の感情に乗せて演じられたと思うと、相羽は話している。その一方、相羽はアニメイトタイムズとのインタビューの中で、この時の彼女が自己中心的であると誤解される部分が見受けられるほど不器用である点について触れ、現在の彼女を知っているからこそ、当時の彼女に戻って演じるのには少し苦労したと話している。
加えて、本作はゲームではなく、動きのあるアニメーション作品であることから、絵に合わせて細かなリアクションを入れたと相羽はアニメ!アニメ!とのインタビューの中で話しており、「演技のベースは同じでも、表現や技術は成長できたのかもしれません。」とみている。
また、今井リサを演じた中島由貴は、他のキャラクターへ気を使う場面が多かったと「I : 約束」の先行上映会の中で話している

## スタッフ
| 原作                               | ブシロード |
| 製作総指揮                         | 木谷高明 |
| 原案                               | 「バンドリ! ガールズバンドパーティ!」より 「ノーブル・ローズ -花々を連れて-」 「ノーブル・ローズ -晦冥の導き手-」 「ノーブル・ローズ -歌、至りて-」 |
| ストーリー原案                     | 中村航 Craft Egg |
| 総監督                             | 柿本広大 |
| 監督                               | 三村厚史（サンジゲン） |
| シリーズ構成                       | 綾奈ゆにこ |
| 脚本                               | 柿本広大（Ⅰ : 約束）、後藤みどり（Ⅱ : Song I am.）                                                                                                  |
| キャラクター原案                   | ひと和 Craft Egg |
| アニメーションキャラクターデザイン | 植田和幸 |
| モデリングディレクター             | 武内泰久 山田多樹 長谷井麻衣 榊原大成 |
| リギングディレクター               | 矢代奈津子、山下瑠里 |
| 色彩設計                           | 北川順子 |
| 撮影監督                           | 井上麻梨 |
| 美術監督                           | 牧野裕樹（草薙） |
| 音響監督                           | 飯田里樹 |
| 音楽プロデューサー                 | 上松範康（Elements Garden） 藤田淳平（Elements Garden）                                                                                             |
| 音楽                               | 藤田淳平（Elements Garden） |
| アニメーション制作                 | サンジゲン |
| 配給                               | ブシロード |
| 製作                               | BanG Dream! Project |

## 音楽
「BanG Dream! Episode of Roselia」二部作の主題歌と、挿入歌「雨上がりの夢」は、ミニアルバム『劇場版「BanG Dream! Episode of Roselia」Theme Songs Collection』に収録され、Roselia名義で2021年6月30日に発売された。
また、主題歌の内、「Episode of Roselia II：Song I am.」のオープニングである「Sing Alive」は、映画の上映記念として、2021年6月25日にゲーム『バンドリ! ガールズバンドパーティ!』へ実装された。
「I：約束」のエンディングである「overtuRe」は、締めくくりというより「II：Song I am.」へ続くという意味合いから、勇ましい曲調となった。
| #  | タイトル             | 作詞                        | 作曲                        | 編曲                          | 備考                                        |
| -- | -------------------- | --------------------------- | --------------------------- | ----------------------------- | ------------------------------------------- |
| 1. | 「Proud of oneself」 | Spirit Garden               | 上松範康（Elements Garden） | 藤永龍太郎（Elements Garden） | 「Episode of Roselia I：約束」OP。          |
| 2. | 「overtuRe」         | 織田あすか(Elements Garden) | 都丸椋太(Elements Garden)   | 都丸椋太*                     | 「Episode of Roselia I：約束」ED。          |
| 3. | 「Sing Alive」       | 織田あすか(Elements Garden) | 藤永龍太郎(Elements Garden) | 藤永龍太郎(Elements Garden)   | * 「Episode of Roselia II：Song I am.」OP。 |
| 4. | 「Singing “OURS”」   | Spirit Garden               | 竹田祐介*                   | 竹田祐介*                     | 「Episode of Roselia II：Song I am.」ED。   |
| 5. | 「雨上がりの夢」     | 織田あすか(Elements Garden) | 藤田淳平(Elements Garden)   | 藤田淳平(Elements Garden)     |                                             |

| #   | タイトル                | 作詞 | 作曲・編曲 |
| --- | ----------------------- | ---- | ---------- |
| 1.  | 「Avant-garde HISTORY」 |      |            |
| 2.  | 「BLACK SHOUT」         |      |            |
| 3.  | 「Ringing Bloom」       |      |            |
| 4.  | 「BRAVE JEWEL」         |      |            |
| 5.  | 「Safe and Sound」      |      |            |
| 6.  | 「約束」                |      |            |
| 7.  | 「Break your desire」   |      |            |
| 8.  | 「Neo-Aspect」          |      |            |
| 9.  | 「PASSIONATE ANTHEM」   |      |            |
| 10. | 「ONENESS」             |      |            |
| 11. | 「Sanctuary」           |      |            |
| 12. | 「R」                   |      |            |
| 13. | 「FIRE BIRD」           |      |            |
| 14. | 「Song I am.」          |      |            |
| 15. | 「熱色スターマイン」    |      |            |

## 演奏
以下は、歌詞カードのクレジットを出典とする。
- 藤永龍太郎
  - Guitar (#1.2.3.4)
  - Keyboards, All Other Instruments & Programming (#1.3)
- Kei Nakamura：Bass (#1.2.3.4)
- 高尾奏之介：Piano (#2)
- 都丸椋太：All Other Instruments & Programming (#2)
- Shohei：Drums (#3.4)
- 竹田祐介：All Other Instruments & Programming (#4)
- 藤田淳平：All Other Instruments & Programming (#5)

## 反響

### 関連商品に対する反響
『劇場版「BanG Dream! Episode of Roselia」Theme Songs Collection』は、音楽配信サービス「mora」のハイレゾ楽曲ダウンロードランキングのうち、2021年6月28日～7月4日の週にて1位を獲得し、続く7月5日～7月11日の週でも1位を獲得した。
また、同作は「mora」の年間ダウンロードランキングにおいて8位にランクインした。

## 受賞・ノミネート
『Episode of Roselia II:Song I am.』の主題歌である「Sing Alive」は、令和3年アニソン大賞のキャラクターソング賞にノミネートされた。